# Liste des joueurs en NBA ayant joué le plus de matchs en playoffs
Cette page présente la liste des joueurs ayant joué le plus de matchs en playoffs NBA en carrière.

## Classement
| ^ | Joueur en activité en NBA                                       |
| * | Joueur intronisé au Basketball Hall of Fame                     |
| ° | Joueur ne répondant pas aux critères du Basketball Hall of Fame |

- Mise à jour le 19 mai 2025.

| Rang | Nom                 | Équipes participant aux playoffs                                                                                  | Matchs joués | Titres NBA | C |  |
| ---- | ------------------- | --- | ------------ | ---------- | - |  |
| 1    | LeBron James        | Cavaliers de Cleveland, Heat de Miami, Cavaliers de Cleveland, Lakers de Los Angeles                              | 292          | 4          | ^ |  |
| 2    | Derek Fisher        | Lakers de Los Angeles, Jazz de l'Utah, Lakers de Los Angeles, Thunder d'Oklahoma City                             | 259          | 5          |   |  |
| 3    | Tim Duncan          | Spurs de San Antonio                                                                                              | 251          | 5          | * |  |
| 4    | Robert Horry        | Rockets de Houston, Lakers de Los Angeles, Spurs de San Antonio                                                   | 244          | 7          |   |  |
| 5    | Kareem Abdul-Jabbar | Bucks de Milwaukee, Lakers de Los Angeles                                                                         | 237          | 6          | * |  |
| 6    | Tony Parker         | Spurs de San Antonio                                                                                              | 226          | 4          |   |  |
| 7    | Kobe Bryant         | Lakers de Los Angeles                                                                                             | 220          | 5          | * |  |
| 8    | Manu Ginóbili       | Spurs de San Antonio                                                                                              | 218          | 4          | ° |  |
| 9    | Shaquille O'Neal    | Magic d'Orlando, Lakers de Los Angeles, Heat de Miami, Suns de Phoenix, Cavaliers de Cleveland, Celtics de Boston | 216          | 4          | * |  |
| 10   | Scottie Pippen      | Bulls de Chicago, Rockets de Houston, Trail Blazers de Portland                                                   | 208          | 6          | * |  |
| 11   | Al Horford          | Hawks d'Atlanta, Celtics de Boston, 76ers de Philadelphie, Celtics de Boston                                      | 197          | 1          | ^ |  |
| 12   | Danny Ainge         | Celtics de Boston, Trail Blazers de Portland, Suns de Phoenix                                                     | 193          | 2          |   |  |
| 12   | Karl Malone         | Jazz de l'Utah, Lakers de Los Angeles                                                                             | 193          | 0          | * |  |
| 14   | Magic Johnson       | Lakers de Los Angeles                                                                                             | 190          | 5          | * |  |
| 15   | Robert Parish       | Warriors de Golden State, Celtics de Boston, Hornets de Charlotte, Bulls de Chicago                               | 184          | 4          | * |  |
| 16   | Byron Scott         | Lakers de Los Angeles, Pacers de l'Indiana, Lakers de Los Angeles                                                 | 183          | 3          |   |  |
| 17   | John Stockton       | Jazz de l'Utah | 182          | 0          | * |  |
| 18   | Dennis Johnson      | SuperSonics de Seattle, Phoenix Suns, Celtics de Boston                                                           | 180          | 3          | * |  |
| 19   | Michael Jordan      | Bulls de Chicago                                                                                                  | 179          | 6          | * |  |
| 20   | Rasheed Wallace     | Trail Blazers de Portland, Pistons de Détroit, Celtics de Boston                                                  | 177          | 1          |   |  |
| 20   | Dwyane Wade         | Heat de Miami, Bulls de Chicago, Heat de Miami                                                                    | 177          | 3          | ° |  |
| 20   | Andre Iguodala      | 76ers de Philadelphie, Nuggets de Denver, Warriors de Golden State, Heat de Miami, Warriors de Golden State       | 177          | 4          | ^ |  |
| 23   | James Harden        | Thunder d'Oklahoma City, Rockets de Houston, Nets de Brooklyn, 76ers de Philadelphie, Clippers de Los Angeles     | 173          | 0          | ^ |  |
| 24   | John Havlicek       | Celtics de Boston                                                                                                 | 172          | 8          | * |  |
| 25   | Ray Allen           | Bucks de Milwaukee, SuperSonics de Seattle, Celtics de Boston, Heat de Miami                                      | 171          | 2          | * |  |